# 青の瞬間
『青の瞬間』（あおのとき）は、2001年公開の日本映画。

## スタッフ
- 監督・脚本：草野陽花
- 製作者：張江肇・竹中功・鈴木ワタル
- 撮影：早坂伸
- 編集：岡安肇、小島俊彦
- 照明：飯村浩史
- 録音：吉田憲義
- 音楽：岩戸崇
- 主題歌：柳沢真理亜「Let me in your dream」
- 製作：日本スカイウェイ、イエス・ビジョンズ、パル企画
- 配給：パル企画

## キャスト
- 郭智博
- 柳沢真理亜
- 伊藤淳史
- 葉山将
- 松永毅
- 吉田貴志
- つるぎみゆき
- 岸部一徳
- 涼風真世
- 世良公則

## ロケ地
- 島根県西ノ島町